# فوکر وی.۱
فوکر وی.۱ (به انگلیسی: Fokker V.1) یک هواپیمای ساختِ فوکر است. این هواپیما در ۱۹۱۶ میلادی نخستین پرواز خود را انجام داد.